# انيشراش
انيشراش (من الأيرلندية: إنيس رويس، والمعنى "جزيرة الغابة")  هي قرية صغيرة تقع بالقرب من كلانون في مقاطعة لندنديري في ايرلندا الشمالية. في تعداد عام 2001 كان عدد سكانها يبلغ 114 شخصا. فمن ضمن منطقة مجلس مقاطعة ماكريفيلت.
المواقع الهامة محليا تشمل سانت نوسونوس "كنيسة أيرلندا الكنيسة، وهو مبنى يقف على تلة إلى الشرق من القرية. يقع على طريق فورت مطحنة الكتان القديمة، والسد على نهر كلادي هي دليل على الماضي الصناعي لانيشراش.